# ジュグロン
ユグロン（juglone、ジュグロン）または5-ヒドロキシ-1,4-ナフタレンジオン（5-hydroxy-1,4-naphthalenedione）、5-ヒドロキシナフトキノン（5-hydroxynaphthoquinone）は、化学式がC10H6O3の有機化合物の1つである。食品産業では、C.I. Natural Brown 7、C.I. 75500とも呼ばれる。この他にもヌシン（nucin）、レジアニン（regianin）、NCI 2323、Oil Red BSという呼称が有る。
ユグロンは、クルミ科植物、特にクロクルミ (Juglans nigra) の葉、根、殻および樹皮で生成し、多くの植物に対して、毒性または成長阻害作用を及ぼす。ユグロンは、除草剤、染料、インク、食品および化粧品のカラーリング剤として使われる場合がある。

## 性質と合成
ユグロンは芳香族化合物の1つで、構造中の水素の1つがヒドロキシ基に置換した1,4-ナフトキノンの誘導体である。異性体にローソンがある。ユグロンはベンゼンには溶けないが、ジオキサンには溶ける。常温常圧においては黄色の針状結晶として存在し、融点は162–163 °Cである。
ユグロンは、酸化銀(I)または二酸化マンガン、2,3-ジクロロ-5,6-ジシアノ-1,4-ベンゾキノン(DDQ)によって、5,8-ジヒドロキシ-1-テトラロンを酸化すれば得られる。

## 他の生物への影響
ユグロンはアレロパシーを示す化合物の1つである。アレロパシーとは、ある植物が生合成した物質が、周囲の他の植物に影響を及ぼす現象を指す。造園家は、クロクルミの木の下でのガーデニングが難しい事を、昔から知っていた。これはクロクルミのユグロンが、他の植物の代謝に必要な酵素に対して、阻害作用を有するためである。しかし、全ての植物に対してユグロンが有効ではない。ユグロンに耐性を持つ植物としては、カエデ (Acer)、カバノキ (Betula)、ブナ (Fagus)などが知られる。
また、ユグロンは多くの植食昆虫に対しても有毒である。しかし、ユグロンを1,4,5-トリヒドロキシナフタレンに代謝して、無毒化する生物もいる。